# Schmuckeremit

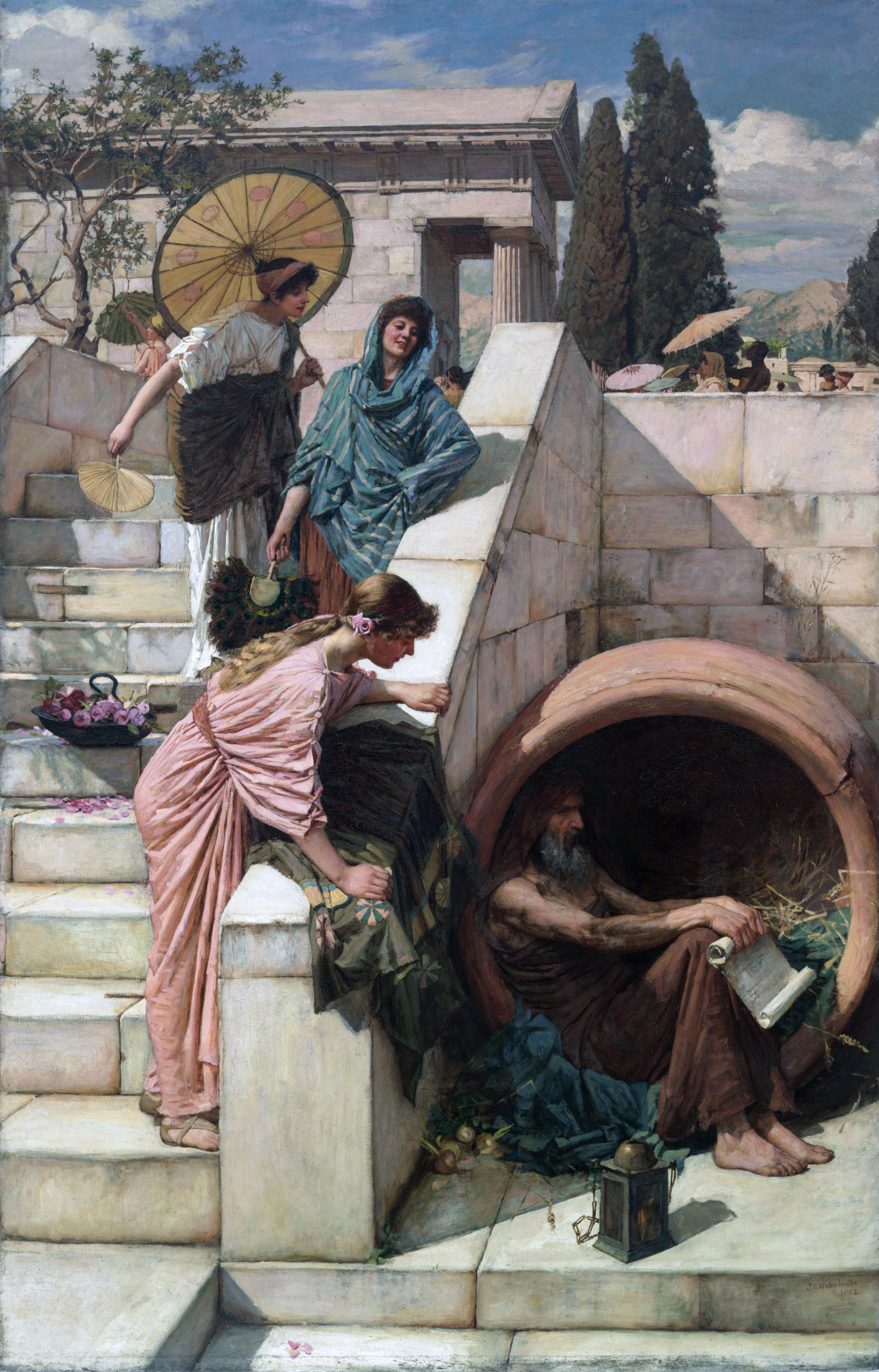
Der Sonderling als Attraktion. Diogenes von John William Waterhouse, 1882.

Schmuckeremiten oder Ziereremiten (englisch ornamental hermits, auch garden hermits, das heißt Garteneremiten) waren Einsiedler, die während des 18. und 19. Jahrhunderts englische Landschaftsparks bewohnten und dabei ein Anstellungsverhältnis eingingen. Schmuckeremiten lebten während einer vertraglich festgelegten Dauer in eigens eingerichteten Eremitagen und hatten sich zu bestimmten Tageszeiten sehen zu lassen, um die Eigentümer der Parks und deren Gäste mit ihrem Anblick zu unterhalten.

## Das Leben als Schmuckeremit
Die Anforderungen an das Leben als Schmuckeremit sind aus Zeitungsannoncen bekannt. Das bekannteste Beispiel für die Anstellung eines Schmuckeremiten findet sich für Painshill Park, ein Anwesen des Landadeligen Charles Hamilton (1704–1786), das unter großen Kosten zum Landschaftsgarten mit dafür typischer Grotte, neugotischer und chinesischer Architektur, Serpentinenwegen und einem Baumhaus als Eremitage umgebaut wurde.
Hamilton setzte angeblich eine Annonce aus, dass £700 verdienen würde, wer bereit war, „sieben Jahre in der Eremitage zu bleiben, wo er mit einer Bibel, einer Brille, einer Fußmatte, einem Strohsack als Kissen, einem Stundenglas als Zeitmesser, Wasser als Getränk und Nahrung aus dem Haus versehen werden sollte. Er mußte ein wollenes Gewand tragen und durfte sich unter gar keinen Umständen die Haare, den Bart und die Nägel schneiden, nicht jenseits der Grenzen von Mr. Hamiltons Besitz herumstreunen oder auch nur ein Wort mit dem Diener wechseln.“ 
Die lange Vertragsdauer und die eigenartigen Bedingungen der Körperpflege waren kein Einzelfall. Wie die Lebensweise eines Schmuckeremiten auszusehen hatte, wurde wahrscheinlich von den Erdhäusern beeinflusst. Diese waren noch bis zu Anfang des 20. Jahrhunderts in ländlichen Gegenden verbreitet und wurden in Großbritannien erst durch ein Gesetz aus dem Jahr 1915 verboten. So schrieb ein Grundbesitzer in der Nähe von Preston die Stelle eines Schmuckeremiten für jemanden aus, „der sieben Jahre lang unter der Erde zu leben bereit war, ohne je einen Menschen zu sehen und ohne sich Haar, Bart, Finger- und Fußnägel zu schneiden“. In neueren Studien wurde jedoch nachgewiesen, dass diese Annonce mit den angeblichen Arbeitsbedingungen eine Konstruktion der Medien ohne konkreten Quellennachweis war, der sich als sensationalistischer Topos durch die Literatur verbreitete und mit der Zeit durch fortgesetztes Zitieren zu einer Art vorgeblicher „Wahrheit“ gerann.
Offensichtlich wurden Interessenten nicht nur gesucht, sondern boten sich auch selbst an. In einer Anzeige aus dem Jahr 1810 ließ ein junger Mann (Schmuckeremiten hatten in der Regel ein bereits fortgeschrittenes Alter aufzuweisen) verlauten, dass er sich „aus der Welt zurückziehen und an irgendeinem Ort in England als Eremit leben möchte“ und bereit sei, sich „mit einem Edelmann oder einem Gentleman in Verbindung zu setzen, der den Wunsch hat, einen solchen Eremiten zu haben“. In Hawkstone Park, einem im späten 18. und frühen 19. Jahrhundert von mehr als zehntausend Besuchern besichtigten Landschaftsgarten, übernahm hingegen eine mechanische Puppe den Platz des Schmuckeremiten. Diese befand sich in einer mit Stundenglas, Schädel und Brille auf einem Tisch ausgestatteten Einsiedelei und wurde von einem Angestellten bedient, der zu ihren Mundbewegungen sprach.

## Schmuckeremiten in Deutschland
1795 ist ein Schmuckeremit im Flottbecker Garten des Hamburger Bürgers Caspar Voght (1752–1839) bekannt, des Weiteren im nach 1766 entstandenen Hinüberschen Garten in Hannover.

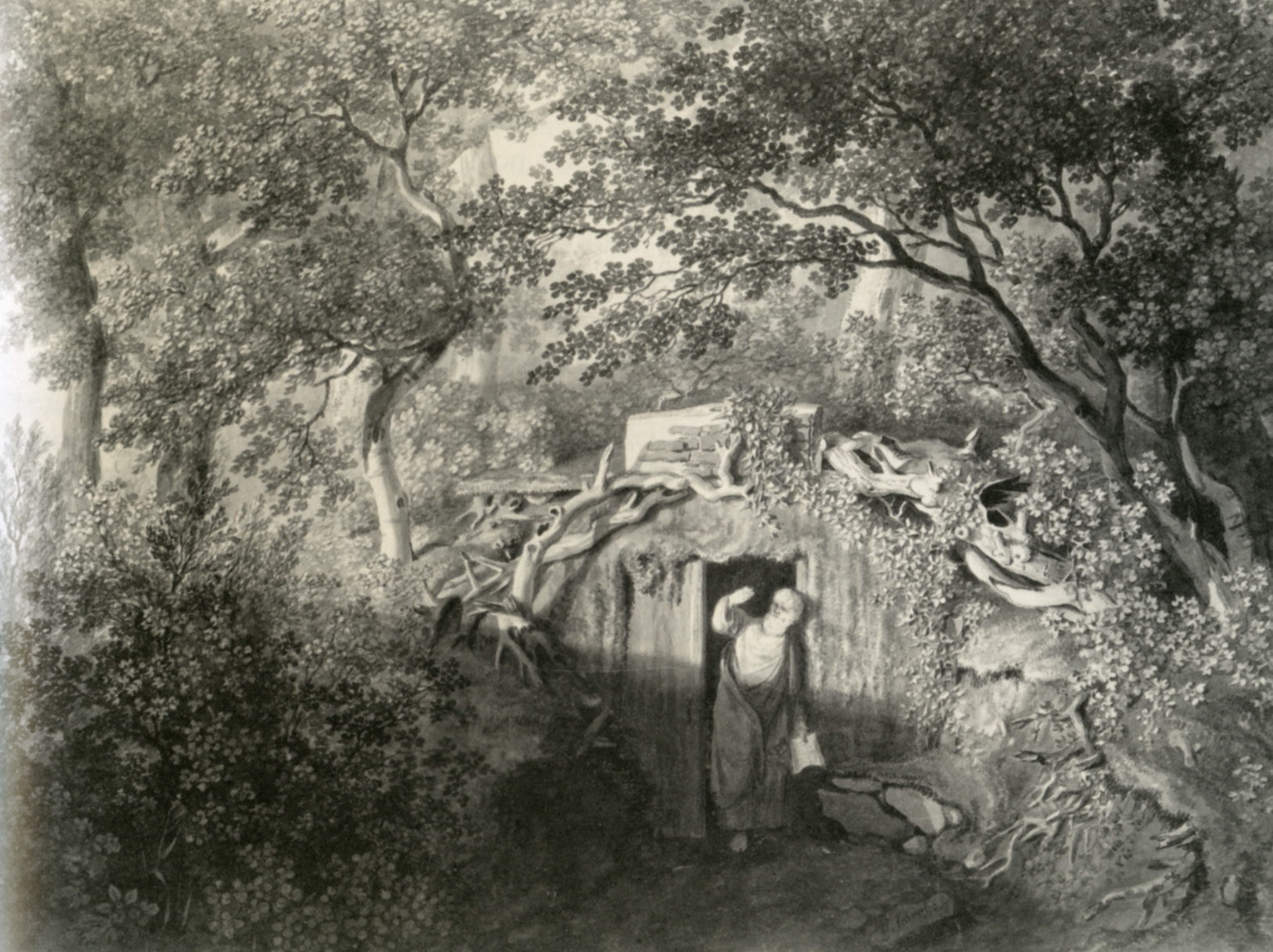
Eremit in Flotbek. Sepiazeichnung von Johann B. Th. Schmitt, 1795. Hamburger Kunsthalle

## Kulturgeschichtliche Aspekte

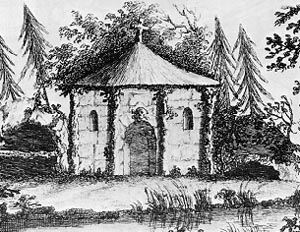
Eremitage mit Memento mori über der Tür, Universal Architecture, 1755.

Der englische Landschaftsgarten als begehbares Landschaftsgemälde löste im Verlaufe des 18. Jahrhunderts den geometrisch geordneten Barockgarten ab. Diese Entwicklung stand im Zusammenhang mit der seit dem 17. Jahrhundert andauernden Diskussion in Europa über den Naturzustand des Menschen als Gegenposition zur Zivilisation und zum gemeinschaftlichen Leben. Das Interesse am Schmuckeremiten entsprach in dieser Konstellation demjenigen am „edlen Wilden“, der die durch keine Zwänge des gemeinschaftlichen Lebens zerstörte Unverdorbenheit verkörperte. Überhaupt verbanden sich im Schmuckeremiten Elemente verschiedener Traditionen der Zivilisationsabkehr und deren Faszination für die Gesellschaft. Die Ausstattung der Eremitage mit einer Bibel verwies auf das christliche Eremitentum, die Brille auf den Gelehrten. Dahinter stand eine lange Tradition, die bereits bei den Überlieferungen zum griechischen Philosophen Diogenes von Sinope (der als Verächter der Zivilisation in einer Tonne gelebt haben soll) anfing und bis zu Jonathan Swifts Gulliver reichte (in der dritten Reise nach Laputa, wo völlig weltvergessene und verdreckte Wissenschaftler erscheinen).
Das Phänomen der Schmuckeremiten begleitete im 18. Jahrhundert ein vermehrtes Interesse der englischen Literatur an Einsiedlern. Als wesentliche Inspirationsquelle dafür gilt das Werk John Miltons, insbesondere sein höchst einflussreiches Gedicht Il Penseroso (Der Nachdenkliche), worin ein Waldgänger seine Tage mit einsamen Studien verbringt und die abschließenden Worte spricht:

“And may at last my weary age

Find out the peaceful hermitage,

The hairy gown and mossy cell

Where I may sit and rightly spell

Of every star that heav’n doth show,

And every herb that sips the dew;

Till old experience do attain

To something like prophetic strain.

These pleasures, Melancholy, give,

And I with thee will choose to live.”

„Und möge zuletzt mein müdes Alter

Die friedvolle Einsiedelei finden,

Das härene Gewand und die mit Moos bewachsene Zelle,

Wo ich sitzen mag und richtig deuten

Jeden Stern, den der Himmel zeigt,

Und jedes Kraut, das den Tau aufsaugt;

Bis langjährige Erfahrung heranreicht

An beinahe etwas wie Prophetie.

Diese Freuden, Schwermut, schenke,

Und mit dir werde ich zu leben wählen.“

In zahlreichen Eremitagen, die bereits für Barockgärten als Orte der weltlichen Besinnung gestaltet waren, tauchten die Schlusszeilen aus Miltons Gedicht auf, und ebenso häufig erschien das arkadische Motiv der Vergänglichkeit durch die Verwendung von Knochen und Schädeln als Memento mori. Die Ausstattung des Schmuckeremiten mit einem Stundenglas (abgesehen von der Nützlichkeit bei der Einhaltung des Zeitplans für die regelmäßigen Auftritte im Gelände) verwies ebenfalls auf diesen Aspekt seiner Darstellungsaufgabe. Das Bild des Schmuckeremiten, das nicht bloß durch das Ablegen typisch zivilisatorischer Merkmale wie verfeinerter Kleidung und Körperpflege grundlegende Fragen zur Haltung des Einzelnen gegenüber Gesellschaft und Leben aufwarf, schwankte zwischen Ernst und Witz. Diese Ambivalenz kam auch oft in den Follies (d. h. „architektonische Narreteien“) der Landschaftsgärten zum Ausdruck, die im England des 18. Jahrhunderts wie die Schmuckeremiten weit verbreitet waren.
Die Anstellung von Schmuckeremiten hörte in der ersten Hälfte des 19. Jahrhunderts auf, die koloniale Ausdehnung der europäischen Nationalstaaten verschob in der Folge die Interessenlage. Völkerschauen übernahmen die Aufgabe, Bilder von Menschen fernab der eigenen Zivilisation zu zeichnen. Als Begriff blieb Ornamental Hermit im englischen Sprachraum aber bis heute präsent und muss auch nicht mehr im eigentlichen Sinn verstanden werden, sondern kann generell für einen exzentrischen Lebenswandel stehen. Die jüngste Zeit zeigt zudem eine vermehrte künstlerische Behandlung des Themas in verschiedenen Medien (Literatur, Film und Foto, Performance).